# Platja de Llevant (Salou)
La platja de Llevant, coneguda també com la platja d'Europa, és una platja urbana del municipi de Salou (Tarragonès), situada entre la formació rocosa dels Pilons, a llevant, que la separa de la caleta de les Ferreries, i l'espigó del Port de Salou, a ponent, que la separa del port i de la platja de Ponent. És la segona platja més concorreguda del món. Orientada al sud-sud-oest, és la platja més gran de Salou, amb una longitud de 1.200 metres i una amplada mitjana de 66 metres, formada per sorra fina i daurada, amb un pendent d'entrada a l'aigua suau. El passeig marítim de Jaume I transcorre paral·lel a la platja. En aquesta rambla, plena de vegetació i jardins, hi ha serveis i instal·lacions d'oci, tant per al públic infantil com per a l'adult. Disposa de servei de salvament i socorrisme, policia de proximitat a la platja, informació sobre l'estat de la mar, accés per a discapacitats, cadira amfíbia, zona infantil per a jocs, zona esportiva i esports nàutics, zona de cal·listènia, dutxes i lavabos públics, i aparcament per a vehicles.
L'Agència Catalana de l'Aigua efectua un control setmanal de la qualitat de l'aigua, durant la temporada de bany, amb el resultat d'excel·lent. Compta amb el segell ISO 14001 que acredita la seva excel·lent salubritat i qualitat ambiental i turística. així com el diploma 'Q de Qualitat Turística' que atorga l'Instituto para la Calidad Turística Española. Fins al 2023, va ser guardonada amb la Bandera Blava, que reconeix internacionalment la qualitat de l'aigua i serveis.